# Temporada 1924-1925 del RCD Espanyol
Dades de la Temporada 1924-1925 del RCD Espanyol.

## Fets destacats
- 17 de setembre de 1924: Gira per Portugal: Benfica 0 - Espanyol 2.
- 19 de setembre de 1924: Gira per Portugal: Imperio 0 - Espanyol 7.
- 21 de setembre de 1924: Gira per Portugal: Sporting 2 - Espanyol 3.
- 23 de setembre de 1924: Gira per Portugal: Selecció de Portugal 0 - Espanyol 3.
- 28 de setembre de 1924: Copa Mas Navas: FC Barcelona 1 – Espanyol 0.
- 5 d'octubre de 1924: Copa Eugènia Girona: Espanyol 1 – CE Europa 1.
- 26 d'abril de 1925: Amistós internacional: Espanyol 0 – Boca Juniors 1.[5]
- 1 de maig de 1925: Amistós internacional: Espanyol 0 – Boca Juniors 3, reforçaren l'Espanyol els jugadors de l'Europa Francesc Artisus i Joan Olivella.[6]
- 3 de maig de 1925: Amistós internacional: Espanyol 0 – Boca Juniors 2, reforçaren l'Espanyol els jugadors de l'Europa Artisus i Olivella, i el del Martinenc Romualdo Rodríguez.[7]
- 23 de maig de 1925: Amistós internacional: Espanyol 1 – Middlesex Wanderers 0.
- 24 de maig de 1925: Amistós internacional: Espanyol 5 – Middlesex Wanderers 0.
- 23 d'agost de 1925: Gira per Canàries: Gran Canaria 0 – Espanyol 1.[8]
- 27 d'agost de 1925: Gira per Canàries: Marino FC 0 – Espanyol 1.[9]
- 30 d'agost de 1925: Gira per Canàries: Real Victoria 1 – Espanyol 0.[10]
- 7 de setembre de 1925: Gira per Canàries: Tenerife 0 – Espanyol 2.

## Resultats i Classificació

### Campionat de Catalunya
| Pos | Equip            | PJ | PG | PE | PP | GF | GC | DG  | Pts | Classificació |
| --- | ---------------- | -- | -- | -- | -- | -- | -- | --- | --- | ------------- |
| 1   | FC Barcelona (C) | 14 | 9  | 2  | 3  | 25 | 9  | +16 | 20  | Campió        |
| 2   | RCD Espanyol     | 14 | 7  | 4  | 3  | 24 | 14 | +10 | 18  |               |
| 3   | UE Sants         | 14 | 7  | 3  | 4  | 24 | 18 | +6  | 17  |               |

## Plantilla
| P             | Jugador            | C. de Catalunya | C. de Catalunya |
| P             | Jugador            | PJ              | G               |
| ------------- | ------------------ | --------------- | --------------- |
| POR           | Ricard Zamora      | 14              | 1 (-14)         |
| POR           | Antoni Vilarrodona | 1               | -               |
| DEF           | Josep Maria Canals | 14              | -               |
| DEF           | Ricardo Saprissa   | 10              | -               |
| DEF           | Josep Lluís Mas    | 6               | -               |
| DEF           | Conrad Portas      | -               | -               |
| MIG           | Ramon Trabal       | 15              | -               |
| MIG           | Patrici Caicedo    | 14              | -               |
| MIG           | Esteve Pelaó       | 14              | -               |
| MIG           | Francesc Sanahuja  | 8               | -               |
| MIG           | José Rivali        | 2               | -               |
| DAV           | José Luis Zabala   | 15              | 10              |
| DAV           | Pere Colls         | 15              | 5               |
| DAV           | Teodor Mauri       | 14              | 1               |
| DAV           | Crescente Olariaga | 10              | 5               |
| DAV           | Miquel Llauger     | 7               | 2               |
| DAV           | Casimir Mallorquí  | 5               | -               |
| DAV           | Víctor Juanico     | 1               | -               |
| DAV           | José Padrón        | -               | -               |
| DAV           | Martí Ventolrà     | -               | -               |
| DAV           | Rafael Oramas      | -               | -               |
| DAV           | Alfredo Arróniz    | -               | -               |
| DAV           | Pepe Ortiz         | -               | -               |
| DAV           | Magí Castellet     | -               | -               |
| DAV           | Ciril Amorós       | -               | -               |
| Equip reserva |                    |                 |                 |
| POR           | Bonay              | -               | -               |
| DEF           | Amadeo Puig        | -               | -               |
| DEF           | Ramón Encinas      | -               | -               |
| DEF           | Balaguer           | -               | -               |
| DEF           | Josep Mongrell     | -               | -               |
| MIG           | Salvador Humbert   | -               | -               |
| MIG           | Manuel Sales       | -               | -               |
| MIG           | José Oliver        | -               | -               |
| MIG           | Pere Querol        | -               | -               |
| MIG           | Juli Monfort       | -               | -               |
| MIG           | Josep Ródenas      | -               | -               |
| DAV           | Enrique Mairlot    | -               | -               |
| DAV           | Manuel Navarrete   | -               | -               |
| DAV           | Joan Masgrau       | -               | -               |
| DAV           | Lara               | -               | -               |